# Sergueï Novikov (ski de fond)
Sergueï Novikov, né le 28 août 1980, est un fondeur russe.

## Biographie
Il prend son premier départ en Coupe du monde en janvier 2000 à Moscou. Il marque ses premiers points lors de la saison 2001-2002.
Aux Jeux olympiques de 2002, il est 10e du quinze kilomètres classique, 16e de la poursuite, 6e du relais et 16e du sprint libre.
En 2003, il participe à ses premiers Championnats du monde où il se classe notamment quatrième en relais et 14e du sprint.
En janvier 2006, il décroche son premier podium individuel en Coupe du monde en terminant troisième du quinze kilomètres classique d'Otepää remporté par Vassili Rotchev.
Le mois suivant, aux Jeux olympiques de Turin, il se classe 8e du quinze kilomètres classique, 6e du relais et 25e du sprint libre.
En 2007, il gagne une épreuve de relais en Coupe du monde à Davos.

## Palmarès

### Coupe du monde
- Meilleur classement général : 39e en 2006.
- Meilleur résultat individuel : 1 troisième place.
- 2 podiums en épreuve collective dont 1 victoire.